# Hoikansaari (ö i Södra Savolax, S:t Michel, lat 61,78, long 27,45)
Hoikansaari är en ö i Finland. Den ligger i sjön Hanhijärvi och i kommunen Sankt Michel i den ekonomiska regionen  S:t Michel och landskapet Södra Savolax, i den södra delen av landet, 220 km nordost om huvudstaden Helsingfors. Öns area är 2,3 hektar och dess största längd är 400 meter i nord-sydlig riktning.